# Tajemnicza puderniczka
Tajemnicza puderniczka (czes. Zpívající pudřenka) – czechosłowacki film dla młodzieży w reżyserii Milana Vošmika, zrealizowany w 1960 na motywach opowiadania Svatopluka Hrnčířa „Případ skončil v pátek”.

## Obsada
- Vladimír Hrubý jako inżynier  Sodoma
- Jana Štěpánková jako Věra
- František Filipovský jako doktor Švarc
- Miloš Kopecký jako Krásný Venca
- Josef Kemr jako Lojza
- Rudolf Hrušínský jako Pipka
- Karel Smyczek jako Jupka
- Zuzana Ondrouchová jako Jana
- Josef Hlinomaz jako pracownik chłodni
- Jiří Sovák jako kierowca

## Opis fabuły
Inżynier Sodoma i jego asystentka Věra dopracowują wynalazek, którym jest miniaturowy radiotelefon. Tymczasem przestępcza szajka chce im wykraść urządzenie, aby je wywieźć za granicę. Na szczęście w pobliżu są dzielne dzieciaki, bawiące się w detektywów.